# National Association of Base Ball Players
National Association of Base Ball Players (NABBP) var en basebolliga i USA, grundad 1857 (även om den inte fick sitt namn förrän 1858). Ligan var USA:s, och därmed världens, första basebolliga.
Trots namnet var NABBP:s medlemmar klubbar, inte spelare. Antalet klubbar var från början färre än 20, alla från New York och Brooklyn, men steg på slutet av 1860-talet explosionsartat till flera hundra över hela USA (olika källor anger antalet till allt från drygt 300 till nästan 1 000).
Ligan var verksam under 14 säsonger, men efter 1870 års säsong splittrades den i en amatörliga och en proffsliga. Proffsligan tog namnet National Association of Professional Base Ball Players, men kallas i dag oftast bara National Association.
Den mest framgångsrika klubben genom tiderna var Brooklyn Atlantics med åtta ligatitlar.

## Historia

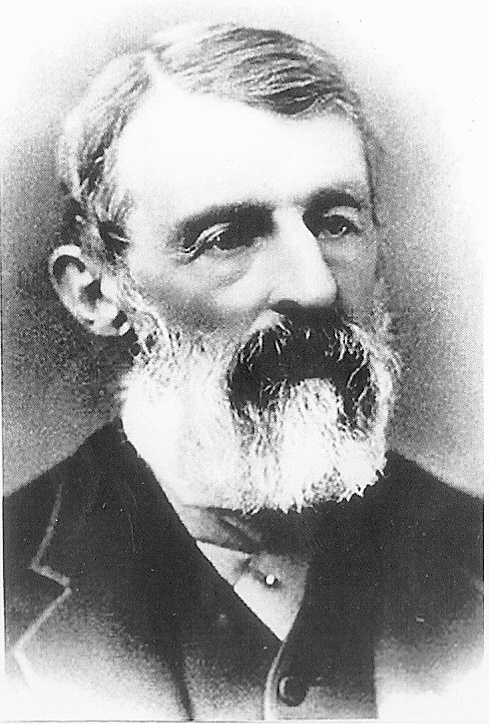
Doc Adams cirka 1870.

Ligan grundades den 22 januari 1857, då det första mötet hölls i ett hotell i New York. Bakgrunden till mötet var att antalet basebollklubbar i staden, och i grannstaden Brooklyn, hade ökat stort 1855 och 1856, vilket hade lett till större konkurrens och fler matcher mellan klubbarna. Tidigare hade de få klubbar som fanns mest spelat interna matcher och mest som en social aktivitet. Detta förändrades med början 1855 och matcherna mot andra klubbar blev mer tävlingsinriktade och prestigefyllda. Detta ledde i sin tur till ett behov av mer enhetliga regler som alla kunde spela efter, i stället för som tidigare att de olika klubbarna hade sina egna regler. De gamla reglerna, som grundades på New York Knickerbockers regler från 1845, var också delvis otydliga och dåligt anpassade för den tävlingssport som baseboll hade utvecklats till.
Så i december 1856 gick det ut en kallelse till ett konvent, vars första möte hölls den 22 januari året efter. Vid mötet valdes Doc Adams, som var Knickerbockers klubbchef, till ordförande. 14 klubbar från New York och Brooklyn var representerade vid mötet, och det viktigaste ärendet var att bestämma nya, gemensamma spelregler. Ledarna för Knickerbockers hade förberett ett utkast som presenterades på mötet, men delegaterna var inte beredda att anta detta rakt av, utan i stället tillsattes en kommitté som skulle utarbeta de nya reglerna. Kommittén bestod av en representant från varje klubb och hade sitt första sammanträde sex dagar senare. Utkastet från Knickerbockers debatterades och genomgick vissa förändringar. Kommitténs förslag presenterades vid det andra mötet under konventet, vilket hölls den 25 februari. Då tillkom två klubbar som inte hade närvarat vid det första mötet. Efter ytterligare några ändringar under mötet antogs slutligen de nya reglerna.
En viktig nyhet var att avståndet mellan baserna preciserades till 30 yards (90 fot). Tidigare hade det bara angetts att det skulle vara 42 "steg" mellan hemplattan och andra bas. Vidare angavs nu att pitchern måste stå minst 15 yards (45 fot) från hemplattan när han kastar bollen. Antalet spelare per lag fastslogs till nio, vilket hade varit standard i flera år vid matcher mellan klubbar (vid internmatcher hade det dock kunnat variera stort). Den mest epokgörande nya regeln var att det bestämdes att en match skulle avgöras av vilket lag som ledde efter det att nio inningar hade spelats. Tidigare hade man spelat tills det ena laget hade gjort 21 poäng. Att det blev just nio inningar var dock ingen självklarhet och det var nära att det blev sju i stället, vilket var kommitténs förslag. Tillsammans med den likaledes nya regeln att en match skulle anses vara färdigspelad redan efter fem inningar, även om den därefter måste avbrytas på grund av mörker eller regn, innebar detta att de stora problemen med maskning som hade funnits tidigare närmast försvann. Längden på matcherna blev också något mer förutsägbar när man spelade ett visst antal inningar i stället för att spela tills ena laget gjort ett visst antal poäng. Mötet bestämde också vilken vikt och omkrets en baseboll skulle ha (6–6½ uns respektive 10–10¼ tum), vilket var klart större och tyngre än moderna basebollar.

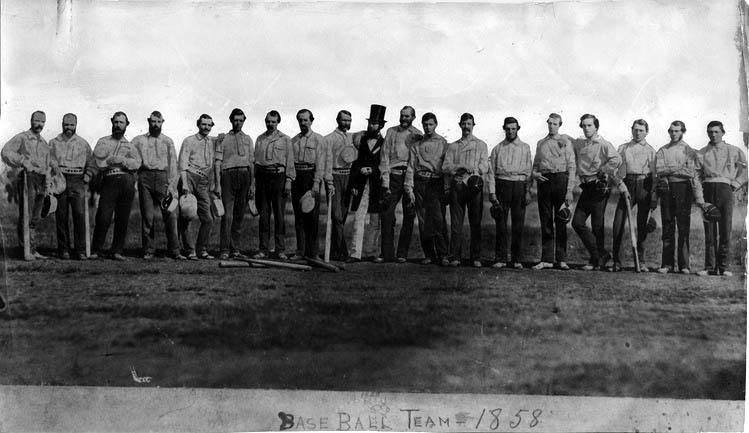
New York Knickerbockers (till vänster) och Brooklyn Excelsiors cirka 1858.

När det andra konventet hölls 1858 var bara klubbarna som var med 1857 kallade, men nya klubbar accepterades som medlemmar under det första mötet, där totalt drygt 20 klubbar närvarade. En av klubbarna var från New Jersey, den första utanför dagens New York. Vid konventets andra möte den 24 mars antog organisationen det officiella namnet National Association of Base Ball Players (trots att den inte var nationell och inte bestod av spelare utan klubbar) och fick sina första stadgar. Precis som vid senare konvent justerades även spelreglerna, bland annat genom ett första införande av risken för en slagman att drabbas av en strikeout om han inte svingade efter "bra" kast tre gånger (även om regeln inledningsvis inte tillämpades).
Vid 1859 års konvent fördubblades medlemsantalet till 50 klubbar, varav en från så långt bort som Buffalo. Ett år senare hade NABBP över 80 medlemsklubbar, och fyra av dem kom från så avlägsna städer som Baltimore, Boston, Detroit och Washington. Inför 1861 års säsong anslöt flera klubbar från Philadelphia, där man tidigare mest hade spelat en liknande sport kallad "town ball". Därefter kom det amerikanska inbördeskriget att medföra en nedgång i antalet klubbar, som inte nådde samma höjder igen förrän efter kriget.
Efter inbördeskriget exploderade intresset för baseboll i USA och antalet medlemsklubbar i NABBP steg kraftigt. Under organisationens första konvent efter krigets slut 1865 närvarade 91 klubbar från tio olika delstater, varav några ända från Kansas och Tennessee. Året efter det hade medlemsantalet stigit till hela 202 klubbar från 17 delstater. Bara tre av dessa klubbar kom dock från delstater som var på den förlorande sidan i inbördeskriget och NABBP hade mycket lite inflytande över klubbarna i sydstaterna. För att det över huvud taget skulle bli möjligt att praktiskt genomföra konvent i framtiden med så många medlemsklubbar förordades att konventen i fortsättningen skulle besökas av delegater från delstatsförbund, inte från enskilda klubbar. Det blev också tydligt fastslaget vid detta konvent att inga professionella spelare var tillåtna i NABBP:s klubbar, något som dock en del klubbar valde att kringgå på olika sätt. Redan vid nästa konvent, inför 1868 års säsong, luckrades förbudet mot professionella spelare upp. Det viktigaste beslutet under det konventet var dock att klubbar bestående av afroamerikaner bannlystes från medlemskap i NABBP. Detta gjordes troligen för att det skulle gå att expandera organisationen till sydstaterna.

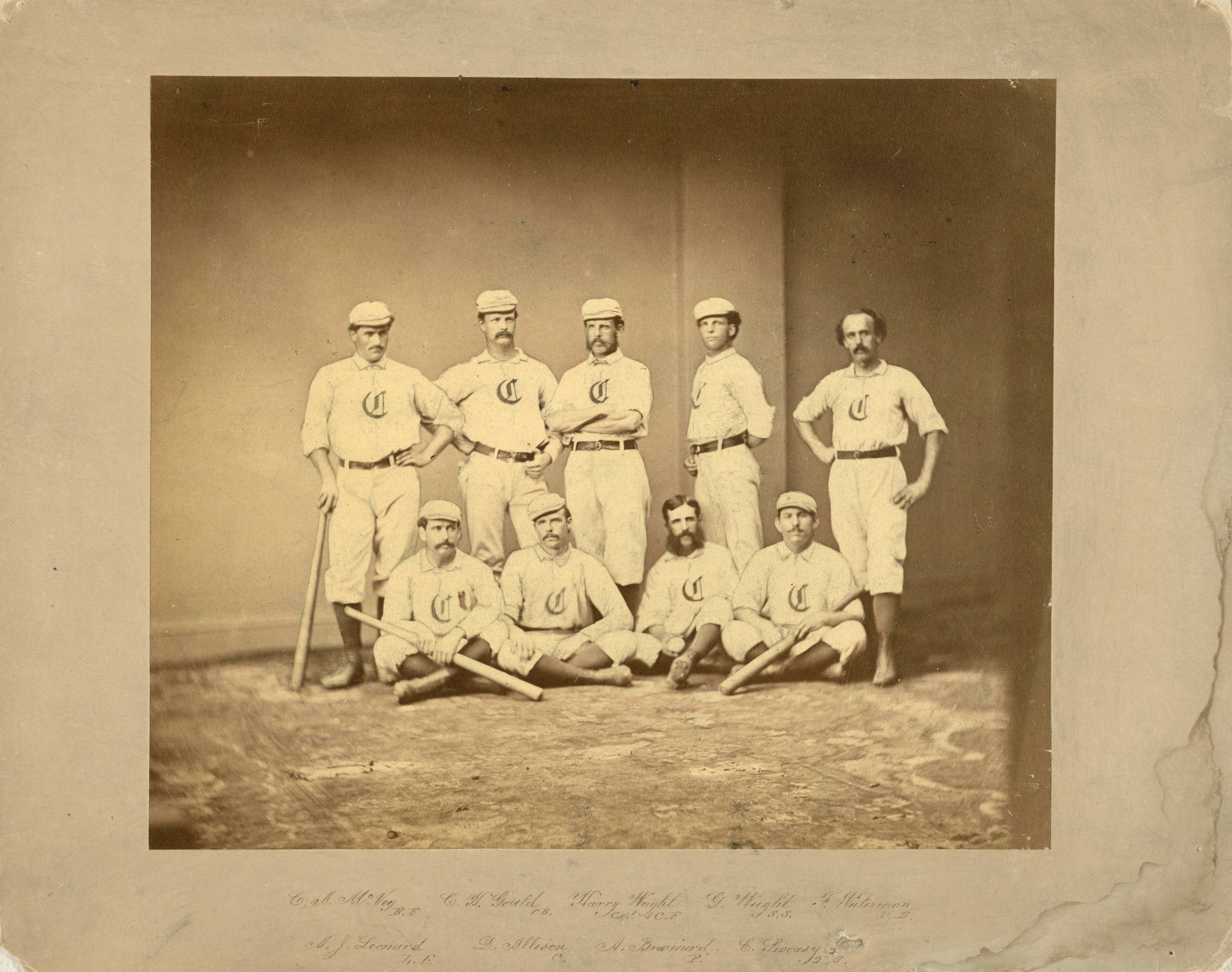
Cincinnati Red Stockings 1869, den första helt professionella basebollklubben.

Vid konventet inför 1869 års säsong var det för första gången bara delegater från delstatsförbund som närvarade, och dessa 32 delegater representerade totalt 186 klubbar. Den mest avlägsna klubben var från Omaha i Nebraska. Vid det här laget hade professionalismen vunnit så stort inflytande att det inte längre gick att blunda för det och vid konventet avskaffades förbudet mot professionella spelare, bara två år efter det att det hade införts. Den första klubben som satsade på att bara ha professionella spelare i truppen var Cincinnati Red Stockings, som gick obesegrade genom 1869 års säsong och fick många efterföljare. Andra klubbar gick motsatt väg och framhöll att de som amatörer värdesatte sportens gynnsamma hälsoeffekter mer än att tjäna pengar. Vid nästa konvent sjönk deltagarantalet till 22 delegater, vilka representerade 174 klubbar. Trots basebollens ökande popularitet i USA minskade intresset att vara med i NABBP.
NABBP:s konvent i december 1870 skulle visa sig bli ligans sista. Schismen mellan proffs- och amatörklubbarna ledde till att dessa bildade vars en ny liga i mars 1871 – amatörerna bildade den 16 mars National Association of Amateur Base Ball Players och proffsen bildade dagen därpå National Association of Professional Base Ball Players (i dag oftast bara kallad National Association). Den främsta orsaken till att proffsen ville bilda en egen liga var att de ville ha ett spelschema som ledde till att en klubb kunde koras till officiella ligamästare, något som NABBP aldrig hade haft (se nedan) och som amatörerna starkt motsatte sig. För amatörerna var det viktigt att alla klubbarna var likvärdiga, och proffsklubbarna insåg att de var tvungna att bryta sig ur NABBP om de skulle kunna få som de ville.
NABBP blev aldrig formellt upplöst, utan upphörde bara att existera när de två nya ligorna bildades. Amatörligan blev aldrig någon maktfaktor och upplöstes 1878. Proffsligan spelade fem säsonger till och med 1875, varefter den i sin tur ersattes av den nybildade ligan National League. National League finns än i dag och är en av de två ligorna i Major League Baseball (MLB) (den andra är American League). Den enda klubben i dagens MLB som var med redan i NABBP är Chicago Cubs (som då hette Chicago White Stockings, inte att förväxla med dagens Chicago White Sox).

## Mästare
NABBP utsåg aldrig någon officiell mästare. Inofficiellt kunde en klubb dock kalla sig mästare genom att utmana den regerande (inofficiella) mästarklubben och vinna två av tre matcher mot denna. Därefter kunde den nya mästarklubben i sin tur bli utmanad på samma sätt. Mästartiteln kunde alltså byta hand flera gånger under en säsong, men klubben som hade titeln vid säsongens slut ansågs som den säsongens mästare. Problemet var att klubben som för tillfället innehade titeln kunde undvika eller skjuta på att möta en klubb en andra gång efter att ha förlorat (eller vunnit) den första matchen. Ett tydligt exempel på detta var 1869, då Cincinnati Red Stockings var helt överlägsna och inte förlorade en enda match under hela säsongen. Ingen av de klubbar som innehade mästartiteln den säsongen och hade förlorat mot Red Stockings erbjöd dock dem en andra match och Cincinnati-klubben fick därmed aldrig chansen att ta över titeln.
I tabellen listas NABBP:s inofficiella mästare vid respektive säsongs slut. Framför allt avseende de två första säsongerna finns det de som hävdar att andra klubbar bör anses som mästare.

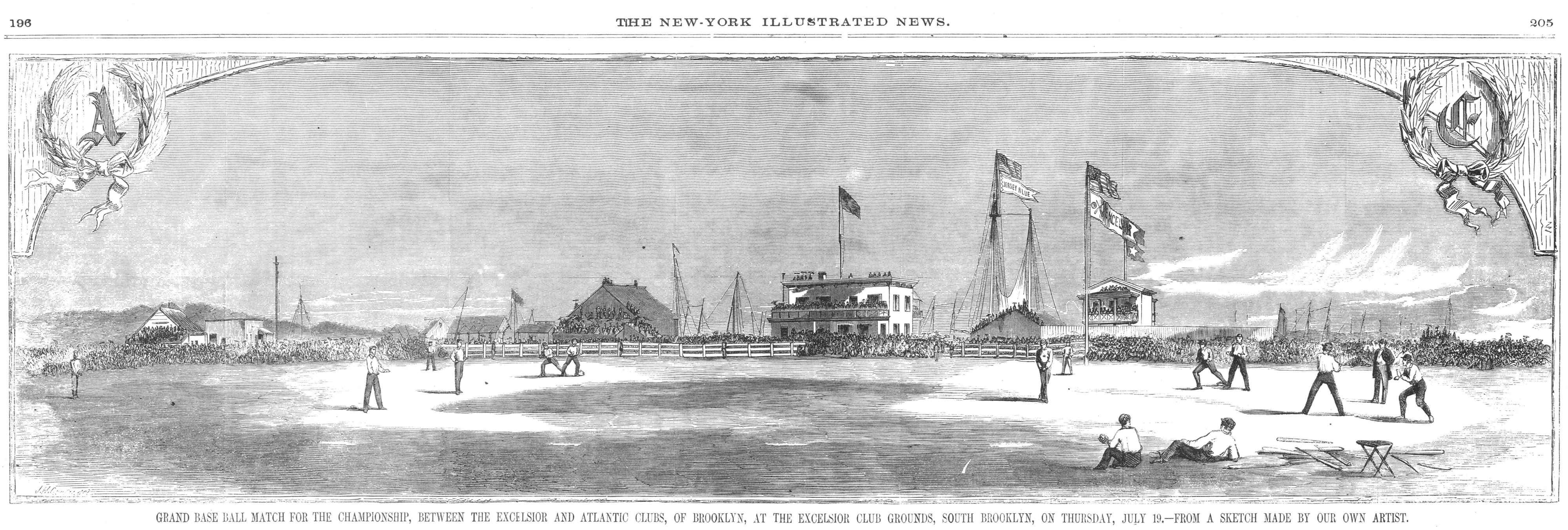
Teckning föreställande matchen som avgjorde mästerskapet 1860 mellan Brooklyn Atlantics och Brooklyn Excelsiors.

| Säsong | Mästare                 | Stad           |
| ------ | ----------------------- | -------------- |
| 1857   | Brooklyn Atlantics      | Brooklyn, NY   |
| 1858   | New York Mutuals        | New York, NY   |
| 1859   | Brooklyn Atlantics (2)  | Brooklyn, NY   |
| 1860   | Brooklyn Atlantics (3)  | Brooklyn, NY   |
| 1861   | Brooklyn Atlantics (4)  | Brooklyn, NY   |
| 1862   | Brooklyn Eckfords       | Brooklyn, NY   |
| 1863   | Brooklyn Eckfords (2)   | Brooklyn, NY   |
| 1864   | Brooklyn Atlantics (5)  | Brooklyn, NY   |
| 1865   | Brooklyn Atlantics (6)  | Brooklyn, NY   |
| 1866   | Brooklyn Atlantics (7)  | Brooklyn, NY   |
| 1867   | Morrisania Unions       | Morrisania, NY |
| 1868   | New York Mutuals (2)    | New York, NY   |
| 1869   | Brooklyn Atlantics (8)  | Brooklyn, NY   |
| 1870   | Chicago White Stockings | Chicago, IL    |

1. ↑  Brooklyn Excelsiors ledde den tredje och avgörande matchen mot Atlantics när Excelsiors valde att bryta matchen på grund av publikens beteende och matchen förklarades oavgjord[19]
2. ↑  New York Mutuals ledde den tredje och avgörande matchen mot White Stockings när Mutuals valde att bryta matchen på grund av missnöje med domaren och White Stockings förklarades som vinnare[4]